# Foosland (Illinois)
Foosland es una villa en el condado de Champaign, en el estado estadounidense de Illinois. La población fue 90 en el censo de 2000.

## Geografía
Foosland se localiza a 40°21′38″N 88°25′44″O / 40.36056, -88.42889 (40.360457, -88.428781).
De acuerdo a la Oficina del Censo de los Estados Unidos, la villa tiene un total área total de 0.1 millas cuadradas (0.2 km²), toda de tierra.

## Demografía
Según el censo de 2000, había 90 personas, 40 hogares y 25 familias residían en la villa. La densidad de población era de 1,246.6 personas por milla cuadrada (496.4/km ²). Había 44 viviendas en una densidad media de 609.5/mi ² (242.7/km ²). La distribución por razas de la aldea era el 100.00% blanca.
Había 40 casas fuera de las cuales 22.5% tenían niños menores de 18 años que vivían con ellos, el 57,5% son parejas casadas que viven juntas, 2.5% tenían una cabeza de familia mujer sin presencia del marido y 37.5% eran no-familias. 37,5% de todas las casas fueron compuestos de individuos y 17.5% tienen a alguna persona anciana de 65 años de edad o más. El tamaño medio de la casa era 2.25 y el tamaño de la familia era 3.00.
En la villa la población separada es 25.6% menor de 18 años, el 5,6% de 18 a 24, 27.8% de 25 a 44, 23.3% a partir 45 a 64, y el 17,8% tiene más de 65 años de edad o más. La edad media fue de 40 años. Para cada 100 mujeres había 100.0 varones. Por cada 100 mujeres mayores de 18 años, había 97,1 hombres.
La renta mediana para una casa en la villa era $ 36.250, y la renta mediana para una familia era $ 53.125. Los varones tenían una renta mediana de $ 31.750 contra $ 22.188 para las hembras. El ingreso per cápita de la aldea era $ 20.173. Hubo 8,0% de las familias y el 15,5% de la población vive por debajo del umbral de pobreza, incluyendo 37.5% menores de 18 años y 15,4% de los mayores de 64 años.

## Incorporación
Foosland se incorporó en 1959. El juez del Condado de Champaign Frederick S. Green aprobó un escrutinio de votos de los funcionarios electos. El primer alcalde fue Pablo Verkler.